# St. Johannes der Täufer und St. Johannes der Apostel und Evangelist (Vilnius)

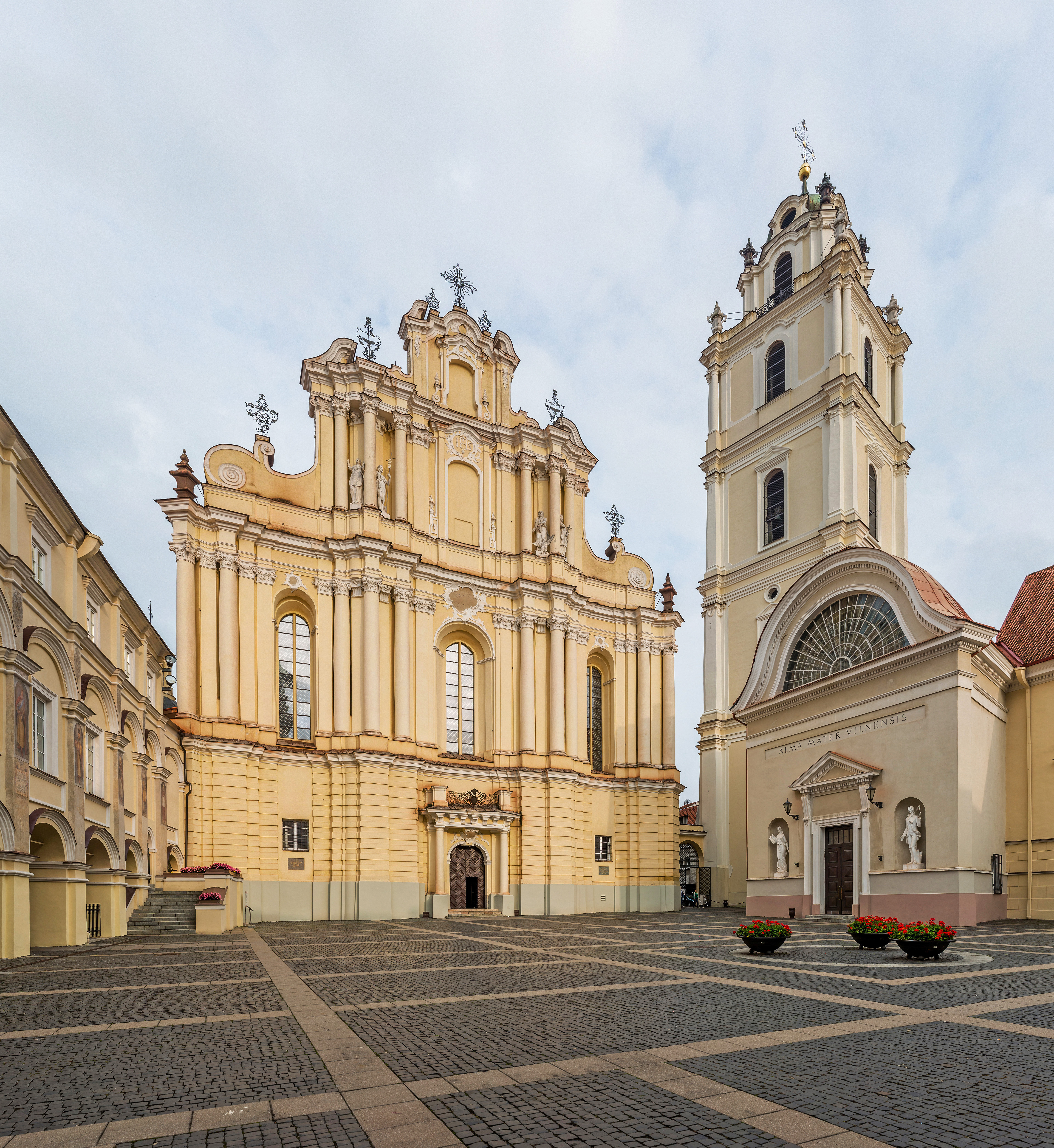
Westfassade

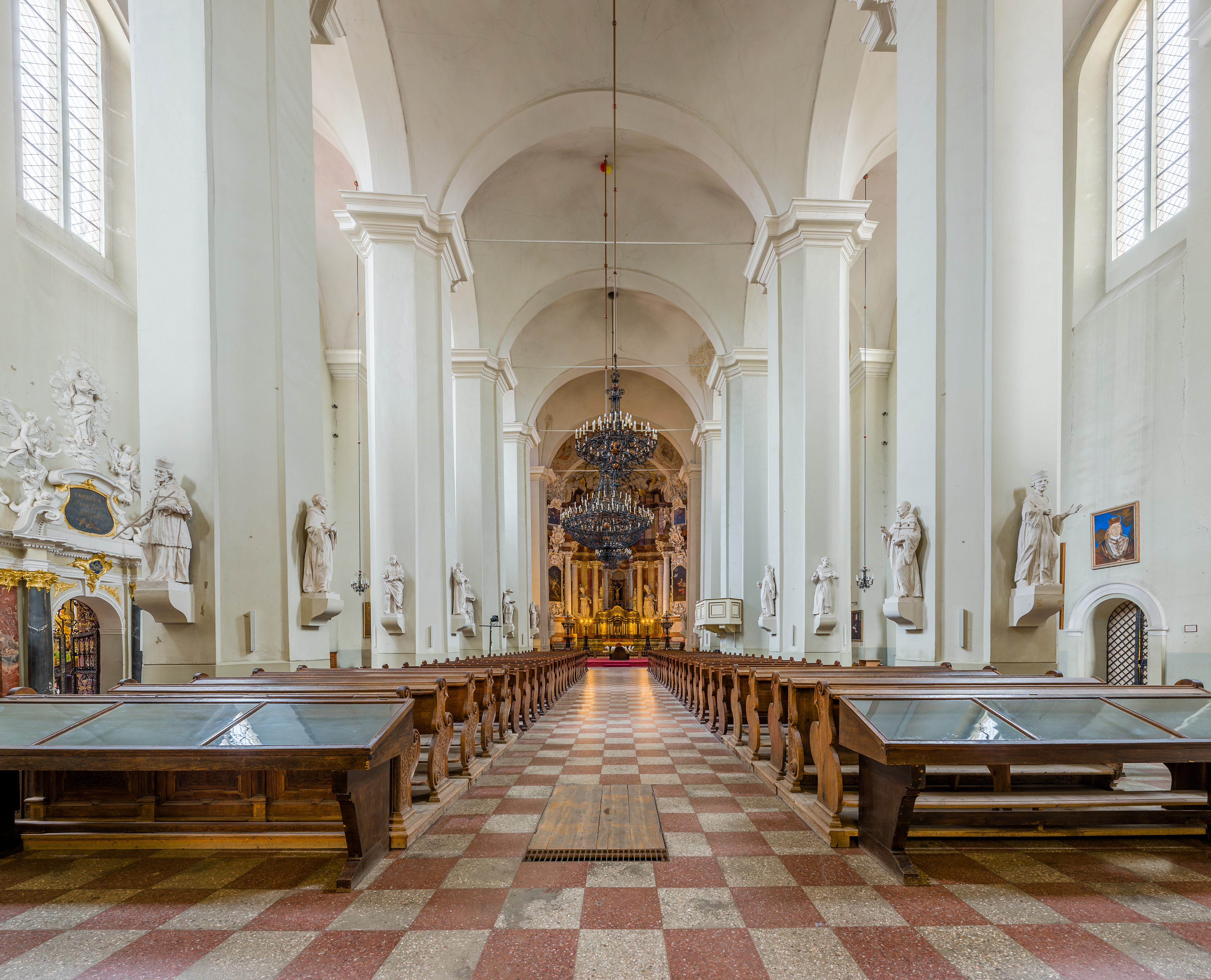
Innenansicht

Die römisch-katholische Kirche St. Johannes der Täufer und St. Johannes der Apostel und Evangelist (abgekürzt Johanneskirche Vilnius) befindet sich in der Altstadt von der litauischen Hauptstadt Vilnius, auf dem Gelände der Universität Vilnius. Sie weist gotische, barocke und klassizistische Merkmale auf. Die Messe wird in litauischer Sprache gefeiert. Der Glockenturm der Kirche (1610) ist das höchste Gebäude in der Altstadt von Vilnius (69 Meter) und beherbergt ein Foucaultsches Pendel. In der Kirche finden unterschiedliche Konzerte und andere Veranstaltungen (Vilnius-Festival etc.) statt. Es gibt die Orgel im historischen Gehäuse von 1765/66 von Nicolaus Jantzon.

## Geschichte
Die erste Pfarrkirche wurde von 1387 bis 1426 erbaut, eine gotische Backsteinkirche. Sie wurde auf Initiative von Großfürst Jogaila gebaut. Am 11. März 1571  schenkte Sigismund Augustus die Kirche dem von Jesuiten gegründeten Vilniuser Kolleg.